# Xã Richwoods, Quận Washington, Missouri
Xã Richwoods (tiếng Anh: Richwoods Township) là một xã thuộc quận Washington, tiểu bang Missouri, Hoa Kỳ. Năm 2010, dân số của xã này là 1.581 người.